# Heino Eller
 (mars 2024).
Si vous disposez d'ouvrages ou d'articles de référence ou si vous connaissez des sites web de qualité traitant du thème abordé ici, merci de compléter l'article en donnant les références utiles à sa vérifiabilité et en les liant à la section « Notes et références ».
Œuvres principales
- 1920 : Aube, poème symphonique
- 1934 : Concerto pour violon en si mineur
- 1936 : Symphonie n° 1 in modo mixolydio
- 1947 : Suite estonienne pour piano
Heino Eller, né le 7 mars 1887 à Tartu et mort le 16 juin 1970 à Tallinn, est un compositeur et pédagogue estonien.

## Biographie
Heino Eller prend d'abord des leçons privées de théorie musicale et de violon (instrument qu'il pratique dans des formations instrumentales diverses et en soliste), avant de suivre au Conservatoire de Saint-Pétersbourg (Russie) en 1907-1908 puis de 1913 à 1915 et enfin en 1919-1920, des études de violon, de piano, de composition et de théorie musicale. Cette formation sera interrompue par des études de droit et par son engagement dans l'armée russe durant la Première Guerre mondiale. Diplômé en 1920, il enseigne dès cette année la composition et la théorie musicale à la Haute École de musique de Tartu (Tartu Kõrgem Muusikakool), jusqu'en 1940. Là, il est à l'origine d'un groupe (au sens "Groupe des Six" en France ou "Groupe des Cinq" en Russie) dénommé "École de composition de Tartu", dont est issu notamment son compatriote Eduard Tubin. Puis, de 1940 jusqu'à sa mort en 1970, Eller est professeur de composition au Conservatoire de Tallinn (actuelle Académie estonienne de musique et de théâtre – "Eesti Muusika- ja Teatriakadeemia") ; il y aura entre autres comme élèves Arvo Pärt et Lepo Sumera.
Ayant traversé une bonne partie du XXe siècle, sa musique, restée tonale, est notamment influencée par l'impressionnisme, l'expressionnisme et, pour citer quelques compositeurs, par Frédéric Chopin, Edvard Grieg et Jean Sibelius, sans omettre un certain "nationalisme". Son catalogue comprend de nombreuses pièces pour piano (dont quatre sonates), de la musique de chambre (dont cinq quatuors à cordes) et des œuvres pour orchestre (dont un concerto pour violon, trois symphonies et des poèmes symphoniques). Notons qu'il s'agit presque exclusivement de musique instrumentale, en dehors de quelques rares pièces pour voix soliste ou chœurs (une dizaine en tout).
Heino Eller est inhumé au cimetière boisé de Tallinn.

## Œuvres (sélection)

### Pièces pour piano
Au catalogue Eller figurent 206 œuvres pour le piano, composées tout au long de sa vie, de 1909 à la fin des années 1960.

#### Sonates
- 1920 : no 1 en la mineur
- 1940 : no 2 en ut dièse mineur
- 1944 : no 3 en mi bémol mineur
- 1958 : no 4 en mi mineur.

#### Autres pièces
- 1917 : Épisode du temps de la révolution (Episood revolutsiooniajast) en la mineur  Sept préludes, Cahier I (Seitse prelüüdi I vihik)
- 1920 : Sept préludes, Cahier II (Seitse prelüüdi II vihik)
- 1934 : Cinq préludes (Viis prelüüdi)  Nocturne (Nokturn) en mi bémol mineur
- 1941 : 13 pièces sur des motifs estoniens (13 pala eesti motiividel)
- 1946 : Sonatine (Sonatiin) en sol mineur
- 1947 : Suite estonienne (Eesti süit)  Quatre pièces lyriques (Neli lüürilist pala)
- 1955 : Ballade (Ballaad) en ut dièse mineur
- 1956 : Sonatine (Sonatiin) en fa dièse mineur
- 1961 : 12 bagatelles (12 bagatelli)

### Musique de chambre

#### Quatuors à cordes
- 1925 : no 1 en ut mineur
- 1930 : no 2 en fa mineur
- 1945 : no 3 en si majeur
- 1953 : no 4 en ré mineur
- 1959 : no 5 en sol mineur.

#### Œuvres pour violon et piano
- 1916 : Fantaisie (Fantaasia) en sol mineur
- 1922 : Sonate no 1 en la mineur
- 1933 : Valse mélancolique (titre original) en sol mineur
- 1937 : Ballade (Ballaad) en si mineur
- 1946 : Sonate no 2 en ré mineur
- 1969 : Sonate no 3 (inachevée).

#### Autres œuvres
- 1915 : Trios avec piano no 1 en mi majeur et no 2 en fa mineur
- 1921 : Poème (Poeem) pour violoncelle et piano en la bémol majeur
- 1931 : Fantaisie (Fantaasia) pour violon seul
- 1935 : Méditation (titre original) pour contrebasse et piano en si mineur
- 1940 : Avarused, pour violon seul
- 1944 : Ballade (Ballaad) pour violoncelle et piano en mi mineur

### Œuvres pour orchestre

#### Symphonies
- 1936 : no 1 in modo mixolydio
- 1947 : no 2 en mi mineur
- 1961 : no 3 en ut mineur.

#### Poèmes symphoniques
- 1917 : Crépuscule (Videvik)
- 1920 : Aube (Koit)
- 1921 : Cris dans la nuit (Öö hüüded)
- 1924 : Fantômes (Viirastused)
- 1926 : À l'ombre et au soleil (Varjus ja päikesepaistel)
- 1934 : Épisode du temps de la révolution (Episood revolutsiooniajast) (orchestration de la pièce pour piano éponyme de 1917)
- 1949 : Le Vol de l'aigle (Kotkalend)
- 1951 : Le Chant des domaines (Laulvad põllud).

#### Œuvres pourorchestre à cordes
- 1928 : Neenia, en ut mineur
- 1931 : Élégie (Eleegia) en mi mineur, avec harpe solo
- 1942 : Musique pour cordes (Muusika keelpillidele)
- 1945 : Suite lyrique (Lüüriline süit)
- 1953 : Cinq pièces pour orchestre à cordes (Viis pala keelpilliorkestrile)
- 1967 : Sinfonietta (Sümfoniett) en sol mineur.

#### Autres œuvres
- 1921 : Scherzo symphonique (Sümfooniline skertso) en la majeur
- 1923 : Légende symphonique (Sümfooniline legend)
- 1928 : Burlesque symphonique (Sümfooniline burlesk)
- 1934 : Concerto pour violon en si mineur
- 1939 : Suite Nuit blanche (Valge öö)
- 1944 : Suite de danses (Tantsusüit)  Ballade (Ballaad) en mi mineur, avec violoncelle solo (orchestration de la pièce éponyme pour violoncelle et piano, même année)

## Discographie
- Concerto pour violon ; 5 poèmes symphoniques – Victor Pikaisen, violon ; Orchestre de la radio estonienne, dir. Peeter Lilje et Vello Pähn (1984-1986, Antes Edition) (OCLC 47850963)
- Neenia ; Suite lyrique ; Élégie ; Sinfonietta ; cinq pièces pour orchestre à cordes – Orchestre de chambre de Tallinn, dir. Tõnu Kaljuste (1999, ECM 1745) (OCLC 191820660)
- L'Œuvre pour piano – Sten Lassmann, piano (2008–2018, 8 CD séparés Toccata Classics) (OCLC 813392263) (OCLC 839527709 et 869395327), (OCLC 1040686543 et 1298708776) — Nombreuses premières au disque.
- Concerto pour violon ; Fantaisie en sol mineur pour violon et orchestre ; Légende symphonique ; Symphonie no 2 – Baiba Skride, violon ; Orches symphonique d'Estonie, dir. Olari Elts (mai 2013, novembre 2017 et avril 2018, Ondine) (OCLC 1059417693)